# Placówka Straży Celnej „Tempcze”

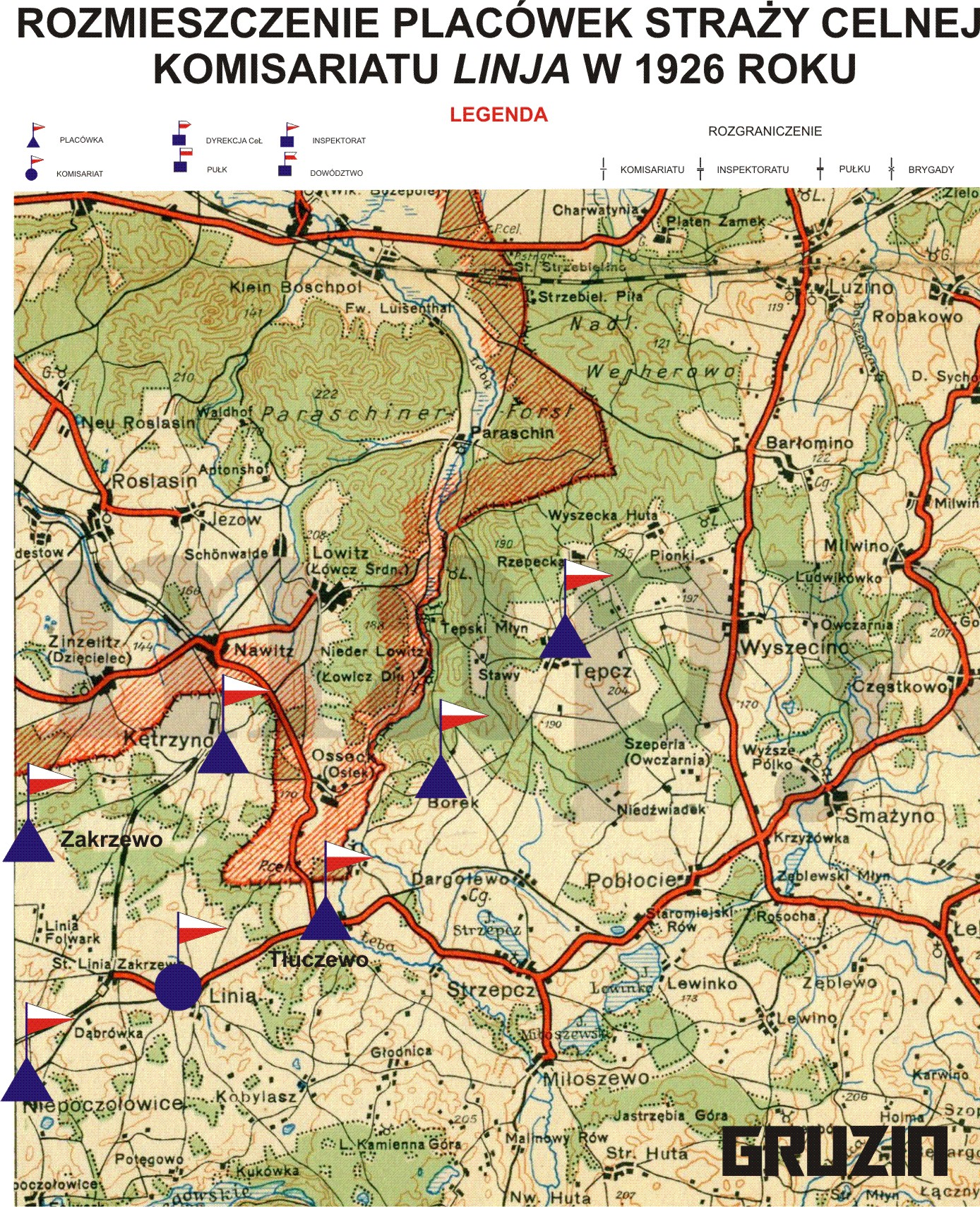
Rozmieszczenie placówek
komisariatu Straży Celnej „Linja”

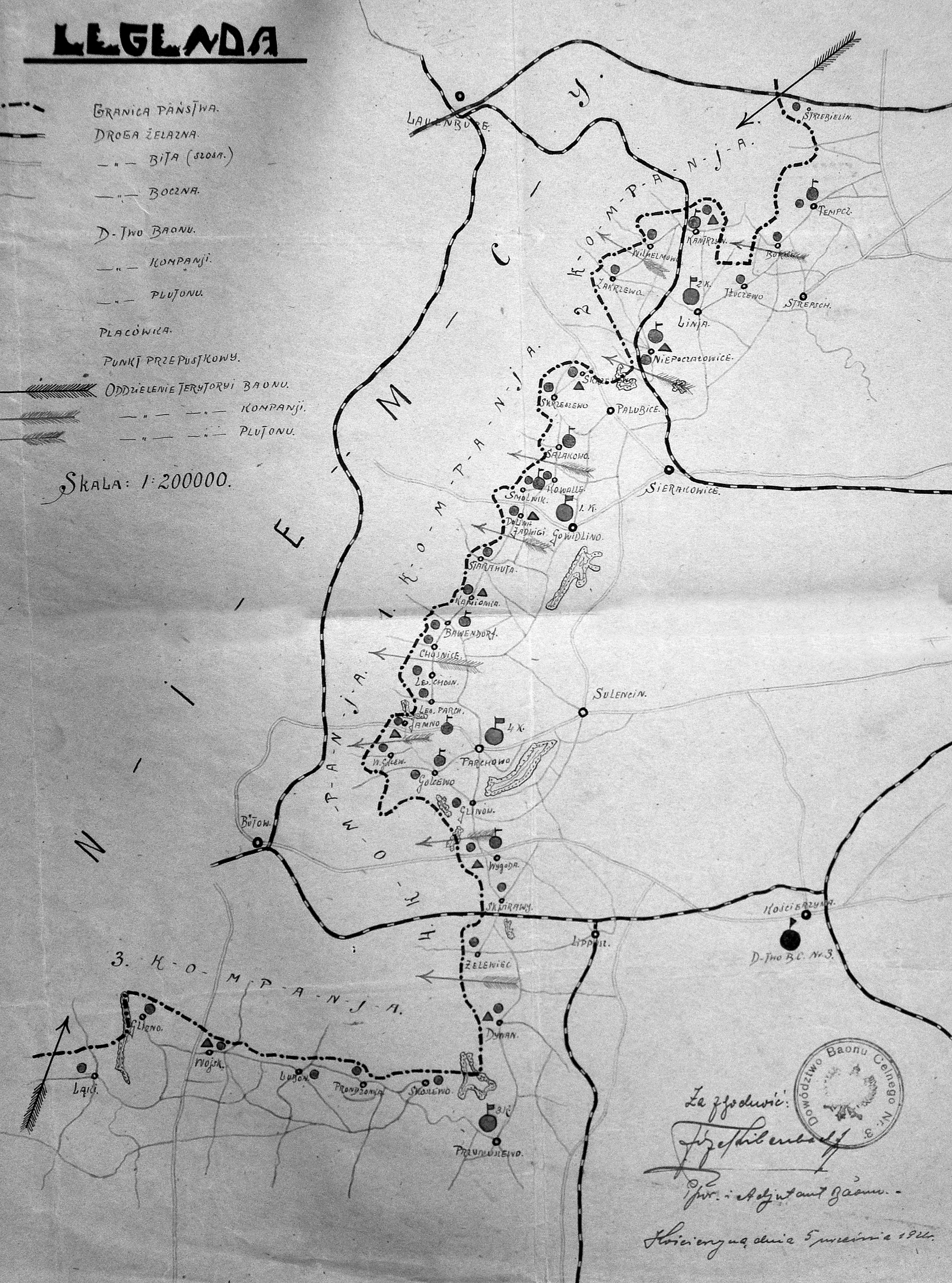
Rozmieszczenie 3 batalionu celnego

Placówka Straży Celnej „Tempcze” – jednostka organizacyjna Straży Celnej pełniąca w okresie międzywojennym służbę ochronną na granicy polsko-niemieckiej.

## Formowanie i zmiany organizacyjne
Na wniosek Ministerstwa Skarbu, uchwałą z 10 marca 1920 roku, powołano do życia Straż Celną. Od połowy 1921 roku jednostki Straży Celnej rozpoczęły przejmowanie odcinków granicy od pododdziałów Batalionów Celnych. W 1921 roku w Linii stacjonował sztab 2 kompanii 3 batalionu celnego. 2 kompania celna wystawiła między innymi placówkę w Tempczach. W 1922 roku w Linii stacjonował sztab 1 kompanii 17 batalionu celnego. 1 kompania celna wystawiła między innymi placówkę w Tempczach. Proces tworzenia Straży Celnej trwał do końca 1922 roku. Placówka Straży Celnej „Tempcze” weszła w podporządkowanie komisariatu Straży Celnej „Linja” z Inspektoratu SC „Kościerzyna”.
W drugiej połowie 1927 roku przystąpiono do gruntownej reorganizacji Straży Celnej. W praktyce skutkowało to rozwiązaniem tej formacji granicznej. Ochronę północnej, zachodniej i południowej granicy państwa przejęła powołana z dniem 2 kwietnia 1928 roku Straż Graniczna.
Rozkazem nr 2 z 19 kwietnia 1928 roku w sprawie organizacji Pomorskiego Inspektoratu Okręgowego dowódca Straży Granicznej gen. bryg. Stefan Pasławski określił strukturę organizacyjną komisariatu SG „Linia”. Placówka Straży Granicznej I linii „Temper” znalazła się w jego strukturze.

## Służba graniczna
Sąsiednie placówki
- placówka Straży Celnej „Barłomino” ⇔ placówka Straży Celnej „Borek” – 1926[10]

## Funkcjonariusze placówki
Kierownicy placówki
| stopień    | imię i nazwisko, numer    | okres pełnienia służby | kolejne stanowisko |
| ---------- | ------------------------- | ---------------------- | ------------------ |
| przodownik | Franciszek Woźniak (2119) | był w 1926             |                    |

Obsada personalna placówki w 1926:
- przodownik Franciszek Woźniak (2119)
- strażnik Ignacy Kląskała (1810)
- strażnik Stanisław Hojka (1779)
- strażnik Józef Zawadzki (2145)
- strażnik Maksym Martyński (3032)
- strażnik Stanisław Stachowski (3072)
- strażnik Wincenty Nowak (186)
- strażnik Kazimierz Bies (1687)